# 德新镇 (贵定县)
德新镇，是中华人民共和国贵州省黔南布依族苗族自治州贵定县下辖的一个乡镇级行政单位。
2014年2月25日，贵州省人民政府批复同意贵定县部分乡镇行政区划调整，新设置的德新镇辖原新铺乡及原德新镇的德新社区、丰收村、德新村和原洛北河乡的宝山村，镇人民政府驻德新村

## 行政区划
德新镇下辖以下地区：
德新社区、德新村、丰收村、新铺村、晓丰村、高枧坝村、四寨村、莲花村、光明村、喇亚村、宝山村和新铺乡。